# Strada statale 386 di Ribera
La strada statale 386 di Ribera (SS 386) è una strada statale italiana il cui percorso si snoda in Sicilia, il tracciato permette di collegare una parte dell'entroterra siciliano con la fascia costiera meridionale.

## Percorso
La strada ha inizio a Chiusa Sclafani dove si distacca dalla strada statale 188 Centro Occidentale Sicula, seguendo a qualche chilometro di distanza il percorso del fiume Verdura.
Attraversa in sequenza San Carlo, Burgio, Villafranca Sicula, Calamonaci e Ribera, terminando il proprio percorso innestandosi sulla strada statale 115 Sud Occidentale Sicula, all'altezza del ponte Verdura.

### Tabella percorso
| di Ribera |                                          |      |           |
| Tipo      | Indicazione                              | km   | Provincia |
|           | Centro Occidentale Sicula                | 0,0  | PA        |
|           | San Carlo per Caltabellotta per Giuliana | 10,0 | PA        |
|           | Burgio                                   | 16,8 | AG        |
|           | per Contrada Dragotto                    | 17,7 | AG        |
|           | Villafranca Sicula per Sant'Anna         | 19,2 | AG        |
|           | per Lucca Sicula                         | 21,0 | AG        |
|           | per Bivona                               | 27,9 | AG        |
|           | Calamonaci                               | 31,8 | AG        |
|           | Ribera per Cianciana per Seccagrande     | 35,6 | AG        |
|           | Sud Occidentale Sicula                   | 40,6 | AG        |